# منتدى أفكار

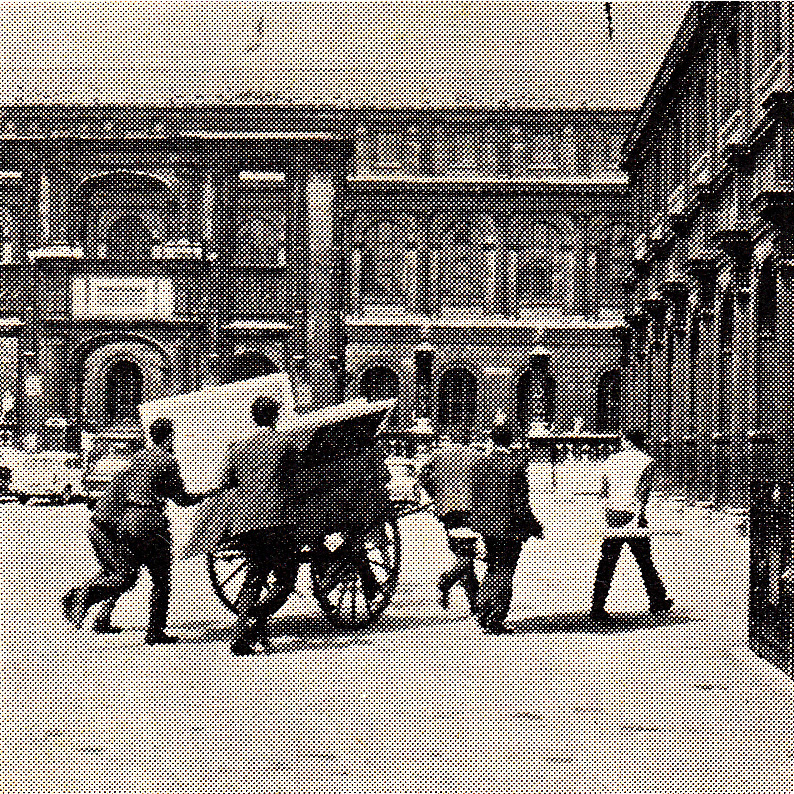

منتدى الأفكار (بالإنجليزية: Charrette) ويُشار أحياناً إليه باسم ندوة التصميم، دورة تخطيط يتبادل فيها المشاركون الأفكار وتصورهم للحلول لمسألة تصميم مطلوب. توفر الندوة مجالاً لتبادل الأفكار وتقدم ميزة فريدة وهي إعطاء ردود فعل فورية إلى المصممين كما يعطي حقوق التأليف المشترك للخطة لجميع أولئك الذين يشاركون في المنتدى.
قد يُشير المُصطلح بالإنجليزية charrette إلى أي جلسة تعاونية يقوم فيها مجموعة من المصممين بصياغة حل لمشكلة التصميم.